# Караянтак
Караянтак (узб. Qorayantoq / Қораянтоқ) — посёлок городского типа, расположенный на территории Джизакского района Джизакской области Республики Узбекистан.

Статус посёлка городского типа с 2009 года.